# فورت اگلتورپ (جورجیا)
فورت اگلتورپ، جورجیا (به انگلیسی: Fort Oglethorpe, Georgia) یک شهر در ایالات متحده آمریکا با جمعیت ۹٬۲۶۳ نفر است که در جورجیا واقع شده‌است.

## موقعیت جغرافیایی
موقعیت جغرافیایی شهرها و مناطق اطراف به شرح زیر است: